# J. L. Carr
Joseph Lloyd Carr, auch Jim Lloyd Carr oder Lloyd Carr James (geboren 20. Mai 1912 in Carlton Miniott, North Yorkshire; gestorben 26. Februar 1994 in Kettering, Northamptonshire), war ein britischer Schriftsteller und Verleger.

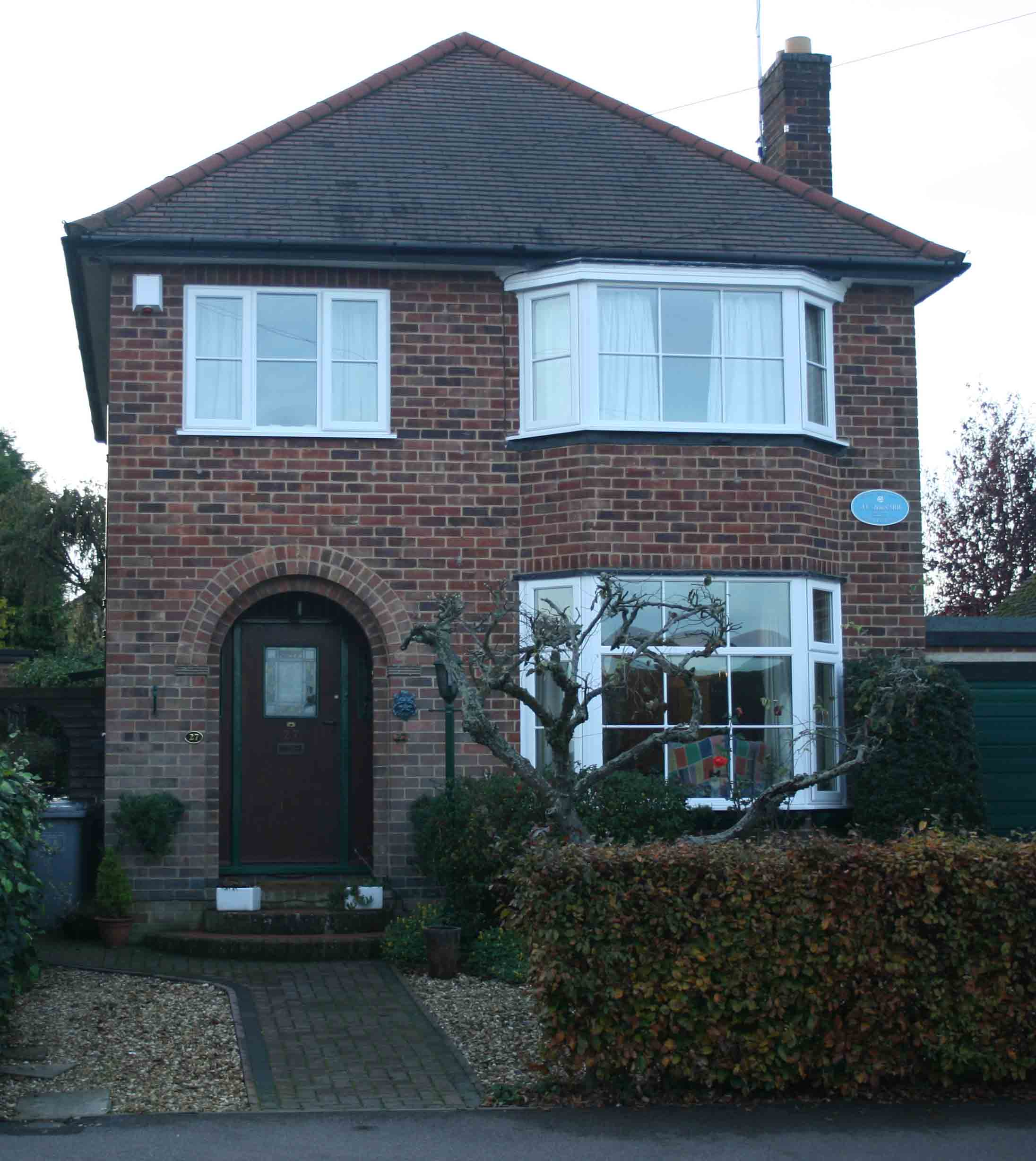
Carrs Wohnhaus in Kettering, wo er seinen Verlag Quince Tree Press begründete.

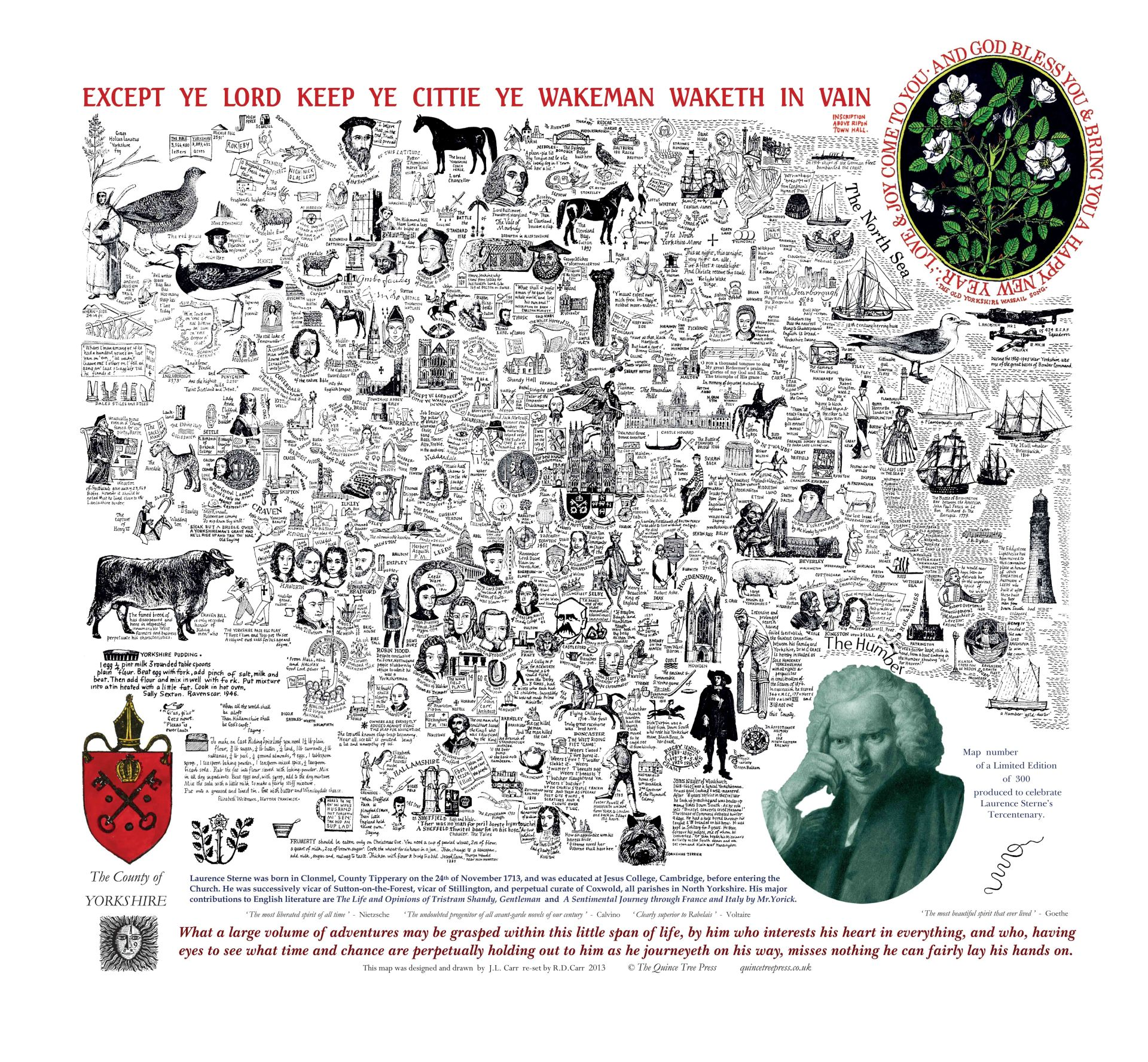
Eine der Landkarten, die Carr zeichnete: Eine literarische Landkarte von Yorkshire.

## Leben und Werk
Joseph Lloyd Carrs Vater war Stationsvorsteher bei der North Eastern Railway. Er war, gemessen an den Standards, ein schlechter und eigensinniger Schüler und erreichte nur nach Umwegen die Zulassung für eine Ausbildung zum Schullehrer. Er besuchte von 1931 bis 1933 das Dudley Training College for Teachers, eine Hochschule für Lehrer in Dudley. 1938 ging er im Rahmen eines Austauschprogramms für ein Jahr als Lehrassistent nach Huron in den Great Plains.
Bei Kriegsausbruch 1939 wurde Carr für die Royal Air Force rekrutiert und war in Westafrika stationiert. Bei Kriegsende heirateten er und Sally Sexton, mit der er bis zu ihrem Tod im Jahr 1981 verheiratet blieb und einen Sohn namens Robert hatte. 1952 wurde er Schulleiter der Grundschule Highfields Primary School in Kettering. 1957 ging er erneut als Austauschlehrer nach Huron und schrieb dort mit The Old Timers of Beadle County eine Sozialgeschichte der Region. 1963 erschien A Day in Summer, der erste von insgesamt acht zumeist kurzen Romanen, die er bis an sein Lebensende veröffentlichte. A Day in Summer wurde 1989 als Fernsehfilm mit Peter Egan adaptiert.
1967 gab Carr den Lehrerberuf auf, um sich ganz dem Verlegen und dem Schreiben von Büchern zu widmen. Er hatte bereits 1964 seinen eigenen, bis heute im Familienbesitz bestehenden Kleinverlag The Quince Tree Press gegründet. Den Verlag betrieb er von zu Hause aus. Carr publizierte sowohl eigene Werke wie seine Romane und eine Reihe von „Small Books“, mit denen er sich an ein junges Lesepublikum richtete, als auch Werke anderer (zumeist urheberrechtsfreier) Autoren, die er schätzte. Ebenfalls verkaufte Carr in dem Verlag eigenwillige, von ihm gezeichnete Landkarten, welche häufig das kulturelle und historische Leben von britischen Regionen abbildeten.
Der 1972 erschienene kommentierte Tagebuchroman The Harpole Report ist ein Plädoyer gegen autoritäre Erziehung und eine Abrechnung mit der Verwaltungsbürokratie im seinerzeitigen britischen Schulsystem aus der Sicht eines Grundschulrektors, wie Carr selbst einer gewesen war. Der Roman How Steeple Sinderby Wanderers Won the F.A. Cup von 1975 erzählt von dem unwahrscheinlichen Sieg einer Dorfmannschaft beim FA Cup, stellt auf tieferer Ebene aber auch das Porträt eines Dorflebens dar.
Carrs wohl bekanntestes Werk, der Kurzroman A Month in the Country, wurde 1980 mit dem Guardian Fiction Prize ausgezeichnet und war auf der Shortlist des Booker Prize nominiert. Carr, der bis dahin nur eine kleine, treue Leserschaft hatte, erhielt dadurch erstmals etwas breitere Aufmerksamkeit. Das Werk erzählt von einem durch den Ersten Weltkrieg geschädigten Restaurator, der durch einen Aufenthalt in Yorkshire im Sommer 1920 wieder etwas Ruhe und Trost findet. A Month in the Country wurde 1987 unter Regie von Pat O’Connor mit Colin Firth, Kenneth Branagh und Natasha Richardson in den Hauptrollen verfilmt. Ebenfalls für den Booker Prize nominiert war 1985 der Roman The Battle of Pollocks Crossing, der, autobiografisch gefärbt, von den Erlebnissen eines britischen Lehrers in den Vereinigten Staaten erzählt.
Carr galt als Exzentriker und hatte viele Interessen, zu denen u. a. das Malen und Zeichnen, das Schreiben von humorvollen Wörterbucheinträgen, das Cricketspiel sowie der Erhalt von Dorfkirchen und historischen Denkmälern gehörten. Er starb im Februar 1994 im Alter von 81 Jahren an Leukämie. Der Autor Byron Rogers publizierte 2003 die Biografie The Last Englishman: The Life of J.L. Carr über ihn. Seit 2016 werden die Romane von Carr im DuMont Verlag erstmals auf Deutsch veröffentlicht, wobei die Übersetzungen jeweils von Monika Köpfer angefertigt wurden.

## Werke
Erzählungen
- A Day in Summer. London : Barrie and Rockliff, 1963[11]
  - Ein Tag im Sommer. Aus dem Englischen von Monika Köpfer. DuMont, Köln, 2018
- A Season in Sinji. London : Alan Ross, 1967
- The Harpole Report. London : Secker and Warburg, 1972
  - Die Lehren des Schuldirektors George Harpole. Aus dem Englischen von Monika Köpfer. DuMont, Köln, 2019
- How Steeple Sinderby Won the FA cup. London : London Magazine, 1975
  - Wie die Steeple Sinderby Wanderers den Pokal holten. Aus dem Englischen von Monika Köpfer. Mit einem Vorwort von Saša Stanišić. DuMont, Köln 2017
- A Month in the Country. Brighton : Harvester Press, 1980; New York, NY : New York Review of Books, 2000,  introduction by Michael Holroyd, ISBN 0-940322-47-1
  - Ein Monat auf dem Land. Aus dem Englischen von Monika Köpfer. DuMont, Köln 2016[12]
- The Battle of Pollocks Crossing. New York : Viking, 1985
- What Hetty Did, or, Life and letters. Kettering : Quince Tree Press, 1988
  - Leben und Werk der Hetty Beauchamp : Roman. Übersetzung Monika Köpfer. DuMont, Köln 2022
- Harpole and Foxberrow, General Publishers. Kettering : J.L. Carr, Publisher, 1992

Gedichte
- J.L. Carr: Some Early Poems and Recent Drawings. Bury St Edmunds : Quince Tree Press, 2012

‚Small Books‘-Kinderbücher (Auswahl)
- The Red Windcheater. 1970
- The Garage Mechanic. 1972
- The Dustman. 1972
- Red Foal’s Coat. 1974